# 布朗温·毕晓普
布朗温·凯瑟琳·毕晓普，AO（1942年10月19日—），澳大利亞女性政治人物。
1959年，毕晓普加入澳大利亞自由党；1987年，代表自由党首次进入澳大利亚国会，是新南威尔士州的联邦参议员；1994年，参加众议院麦凯勒选区选举，成功当选，并连任至2016年。曾于1996年至2001年间，在约翰·霍华德政府中担任部长；2013年11月至2015年8月间，担任澳大利亚第44届联邦众议院议长。

## 早年经历
毕晓普出生于澳大利亚悉尼市，本名Bronwyn Kathleen Setright；毕业于悉尼大学法律系；1967年，正式成为执牌律师。母亲曾是一名歌剧演员。

## 政治生涯
毕晓普17岁时加入澳大利亞自由党；19岁时，担任Killara地区青年自由党副领袖；1973年，出任自由党Balmoral分部主席；1985年至1987年间，担任新南威尔士州自由党主席，也是首位女主席。
1987年6月，毕晓普获自由党提名参加联邦参议院选举，并成功当选，是新南威尔士州第一位联邦女参议员；1989年，被任命为反对党公共事务部影子部长。1994年2月，毕晓普辞去参议员职务，代表自由党参加众议院麦凯勒选区补选；成功当选后，被任命为影子内阁卫生部长；曾一度被认为是自由党领导职务人选。在任反对党卫生事务发言人的第一天，毕晓普就引起轩然大波，她公开宣布支持烟草广告，受到了党内外的批评、指责；不久，转而负责城市和地区发展事务。
1996年，在约翰·霍华德的领导下，自由党和国家党联盟上台执政，毕晓普先后担任国防工业、科技部部长和老龄部部长。2000年，墨尔本一家私人养老院使用弱煤油溶液作为疥疮治疗手段，引发全国哗然。2001年大选后，毕晓普不再担任部长职务。
2013年9月，托尼·阿博特出任总理后，提名毕晓普出任澳大利亚众议院议长，这使她成为澳大利亚历史上第三位联邦众议院女议长。任职期间，她偏袒自由党和国家党执政联盟的做法，受到广泛指责。2015年8月，毕晓普辞去议长职务。